# Lijst van nummer 1-hits in Ierland in 2011
Deze hits stonden in 2011 op nummer 1 in de Ierse Single Top 100, de bekendste hitlijst in Ierland.
| Datum        | Artiest                                          | Titel                    |
| ------------ | ------------------------------------------------ | ------------------------ |
| 6 januari    | Matt Cardle                                      | When We Collide          |
| 13 januari   | Bruno Mars                                       | Grenade                  |
| 20 januari   | Bruno Mars                                       | Grenade                  |
| 27 januari   | Bruno Mars                                       | Grenade                  |
| 3 februari   | Bruno Mars                                       | Grenade                  |
| 10 februari  | Jessie J & B.o.B                                 | Price Tag                |
| 17 februari  | Lady Gaga                                        | Born This Way            |
| 24 februari  | Jessie J & B.o.B                                 | Price Tag                |
| 3 maart      | Adele                                            | Someone Like You         |
| 10 maart     | Adele                                            | Someone Like You         |
| 17 maart     | Adele                                            | Someone Like You         |
| 24 maart     | Adele                                            | Someone Like You         |
| 31 maart     | Adele                                            | Someone Like You         |
| 7 april      | Adele                                            | Someone Like You         |
| 14 april     | Jennifer Lopez & Pitbull                         | On the Floor             |
| 21 april     | LMFAO, Lauren Bennett & GoonRock                 | Party Rock Anthem        |
| 28 april     | LMFAO, Lauren Bennett & GoonRock                 | Party Rock Anthem        |
| 5 mei        | LMFAO, Lauren Bennett & GoonRock                 | Party Rock Anthem        |
| 12 mei       | LMFAO, Lauren Bennett & GoonRock                 | Party Rock Anthem        |
| 19 mei       | Jedward                                          | Lipstick                 |
| 26 mei       | Jedward                                          | Lipstick                 |
| 2 juni       | Pitbull, Ne-Yo, Afrojack & Nayer                 | Give Me Everything       |
| 9 juni       | Pitbull, Ne-Yo, Afrojack & Nayer                 | Give Me Everything       |
| 16 juni      | Pitbull, Ne-Yo, Afrojack & Nayer                 | Give Me Everything       |
| 23 juni      | Pitbull, Ne-Yo, Afrojack & Nayer                 | Give Me Everything       |
| 30 juni      | Pitbull, Ne-Yo, Afrojack & Nayer                 | Give Me Everything       |
| 7 juli       | Jedward                                          | Bad Behaviour            |
| 14 juli      | The Wanted                                       | Glad You Came            |
| 21 juli      | The Wanted                                       | Glad You Came            |
| 28 juli      | The Wanted                                       | Glad You Came            |
| 4 augustus   | The Wanted                                       | Glad You Came            |
| 11 augustus  | The Wanted                                       | Glad You Came            |
| 18 augustus  | Maroon 5 & Christina Aguilera                    | Moves like Jagger        |
| 25 augustus  | Maroon 5 & Christina Aguilera                    | Moves like Jagger        |
| 1 september  | Maroon 5 & Christina Aguilera                    | Moves like Jagger        |
| 8 september  | Maroon 5 & Christina Aguilera                    | Moves like Jagger        |
| 15 september | Maroon 5 & Christina Aguilera                    | Moves like Jagger        |
| 22 september | One Direction                                    | What Makes You Beautiful |
| 29 september | One Direction                                    | What Makes You Beautiful |
| 6 oktober    | One Direction                                    | What Makes You Beautiful |
| 13 oktober   | Rihanna & Calvin Harris                          | We Found Love            |
| 20 oktober   | Rihanna & Calvin Harris                          | We Found Love            |
| 27 oktober   | Rihanna & Calvin Harris                          | We Found Love            |
| 3 november   | Rihanna & Calvin Harris                          | We Found Love            |
| 10 november  | Rihanna & Calvin Harris                          | We Found Love            |
| 17 november  | Rihanna & Calvin Harris                          | We Found Love            |
| 24 november  | Rihanna & Calvin Harris                          | We Found Love            |
| 1 december   | The X Factor Finalists 2011, JLS & One Direction | Wishing on a Star        |
| 8 december   | Little Mix                                       | Cannonball               |
| 15 december  | Little Mix                                       | Cannonball               |
| 22 december  | Little Mix                                       | Cannonball               |
| 29 december  | Little Mix                                       | Cannonball               |